# Bøllemose (Ves)
Bøllemose (dansk) eller Büllemoos (tysk) er et område ved vejen til Lyksborg i landsbyen Ves i det nordlige Angel i Sydslesvig. Administrativt hører stedet under Ves Kommune i Slesvig-Flensborg kreds i den nordtyske delstat Slesvig-Holsten. I kirkelig henseende hører Bøllemoos under Munkbrarup Sogn. Sognet lå i Munkbrarup Herred (Flensborg Amt), da Slesvig var dansk indtil 1864.
Bøllemose (på dansk også Byllemose) er nævnt første gang 1685. Navnet er afledt af plantenavnet (mose)bølle eller måske af bøl for et bosted eller en gård. Området har tidligere været anvendt som tørvemose. I 1700-tallet nævnes her en gård og to kådnersteder (husmandssted). I 1779 kom området under Munkbrarupherred, siden 1871 hører Bøllemose under Ves kommune.